# The Invisible Band
The Invisible Band – trzecia płyta szkockiego zespołu rockowego Travis. Wydana 11 czerwca 2001 (zob. 2001 w muzyce). Osiągnęła 1 pozycję na angielskiej liście.  	

## Lista utworów
1. "Sing" – 3:48
2. "Dear Diary" – 2:57
3. "Side" – 3:59
4. "Pipe Dreams" – 4:05
5. "Flowers in the Window" – 3:41
6. "The Cage" – 3:05
7. "Safe" – 4:23
8. "Follow the Light" – 3:08
9. "Last Train" – 3:16
10. "Afterglow" – 4:05
11. "Indefinitely" – 3:52
12. "The Humpty Dumpty Love Song" – 5:02
  - "Ring Out the Bell" (hidden track)
  - "You Don't Know What I'm Like" (hidden track)